# San Francesco Saverio alla Garbatella
San Francesco Saverio alla Garbatella ist eine Kirche und Titeldiakonie im römischen Quartier Ostiense an der Piazza Damiano Sauli.

## Geschichte

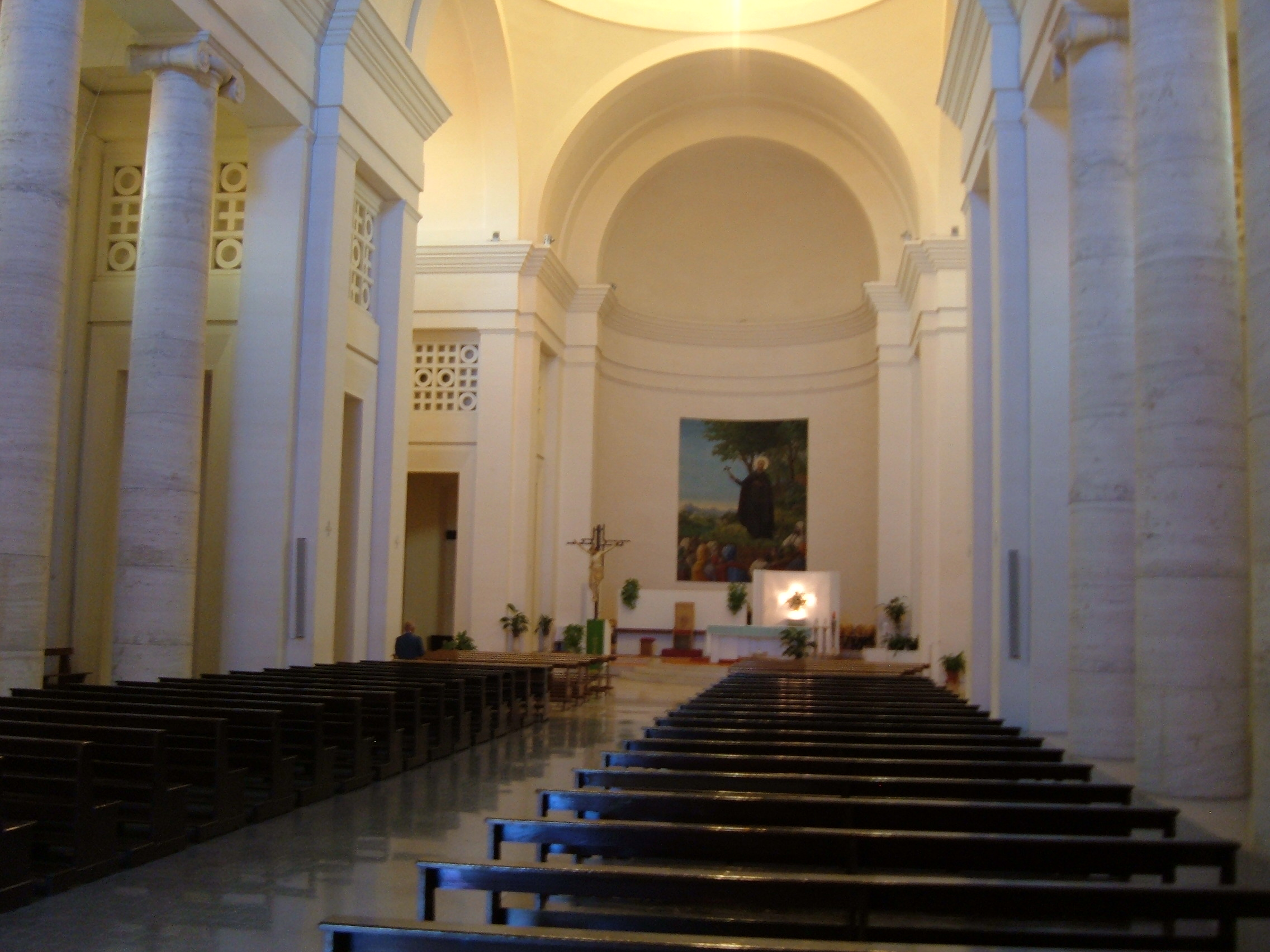
Innenansicht

Die Pfarrei wurde am 1. Mai 1933 von Papst Pius XI. mit der Apostolischen Konstitution Quo omnes sacrorum gegründet. Die Kirche wurde nach einem Entwurf von Alberto Calza Bini gebaut.
Die Pfarrei wurde bekannt, als sie als erste Pfarrei am 3. Dezember 1978 von Papst Johannes Paul II. besucht wurde. Dies war drei Monate nach seiner Wahl und er hielt dabei folgende Predigt:

“È una grande gioia per me poter visitare come prima parrocchia romana proprio la vostra, a cui mi unisce un ricordo particolare. Infatti, negli anni dell’immediato dopoguerra, come studente a Roma, mi recavo quasi ogni domenica proprio alla Garbatella, per aiutare nel servizio pastorale. Alcuni momenti di quel periodo sono ancora vivi nella mia memoria, benché mi sembri che, nel corso di più di trent’anni, molte cose qui siano enormemente cambiate.”

„Es ist eine Freude für mich, Sie als erste römische Pfarrei zu besuchen, da ich mit ihr besondere Erinnerungen verbinde. In den frühen Nachkriegsjahren war ich als Student in Rom und war fast jeden Sonntag hier um im pastoralen Dienst zu helfen. Einige dieser Momente sind mir heute noch im Gedächtnis, aber viele Dinge haben sich in den dreißig Jahren auch verändert.“

Am 21. Februar 2001 wurde die Kirche von Papst Johannes Paul II. zur Titeldiakonie erhoben.

## Beschreibung
Die Fassade ist aus Ziegeln und Travertin. Über dem Hauptportal ist ein großes Fenster, über dem das Wappen von Papst Pius XI. thront. Die Kirche hat eine Kuppel.
Das Kircheninnere hat drei Schiffe, welche durch Säulen mit ionischen Kapitellen getrennt sind. In der Apsis ist eine Leinwand, die den Heiligen Franz Xaver bei der Verkündigung des Glaubens zeigt. Im Querhaus ist auf der rechten Seite eine Darstellung der Madonna del Divino Amore, welche Rom nach den Bombenanschlägen von 1943 hilft, und auf der linken Seite ist Jesus Christus in der Herrlichkeit von Engeln umgeben. Auf beiden Seiten von zwei Bronzemedaillen mit der Kreuzigung und der Madonna.

## Kardinaldiakon
Folgende Personen waren bisher Kardinaldiakone dieser Kirche:
- Leo Scheffczyk, 21. Februar 2001 – 8. Dezember 2005
- Franc Rodé, seit 24. März 2006, seit 20. Juni 2016 Kardinalpriester pro hac vice